# فلو آنکا
فلو آنکا (فرانسوی: Flo Ankah‎؛ زادهٔ ۵ فوریهٔ ۱۹۸۳) هنرپیشه، خواننده، طراح رقص، ترانه‌نویس، موزیسین جاز، بازیگر سینما، و خواننده-ترانه‌پرداز اهل فرانسه است.
از فیلم‌ها یا برنامه‌های تلویزیونی که وی در آنها نقش داشته‌است می‌توان به الان چه اتفاقی افتاد، بانوی پیر من اشاره کرد.